# Лук жёлтый
Лук жёлтый (лат. Allium flavum) — многолетнее травянистое растение, вид рода Лук (Allium) подсемейства Луковые (Alliaceae) семейства Амариллисовые (Amaryllidaceae). Используется как декоративное садовое растение. 

## Этимология
Латинский видовой эпитет flavum означает «жёлтый», имея в виду цвет цветка.

## Распространение
Аборигенный вид на землях Средиземного, Черного и Каспийского морей, от Франции– Марокко до Ирана–Казахстана.
Предпочтение известняковые почвы. Растение растет на высоте до 1000 метров над уровнем моря, редко выше, на сухих лугах, на песчаной или каменистой почве.

## Описание

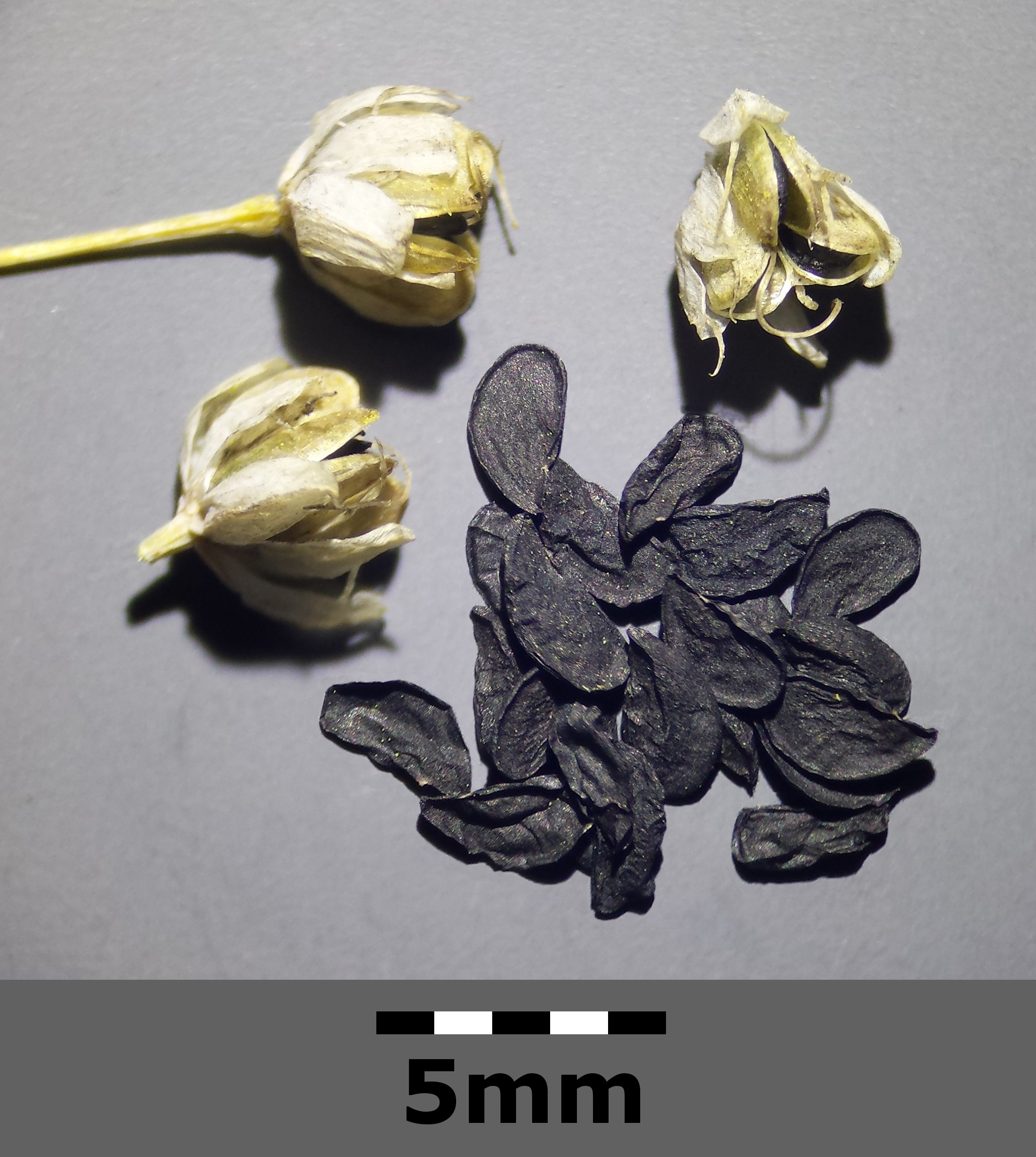
Плоды с семенами

Луковица одиночная. Стрелка до 40 см высотой. Стебель прямой или изогнутый.
Листья простые, узколинейные, шириной до 2 мм. Поверхность листа гладкая, покрыта голубым или сине-зелёным налётом, листовая пластинка имеют небольшую бороздку наверху и короче, почти до длины стебля. Листья пахнут чесноком, но не имеют острого вкуса.
Соцветие — довольно рыхлый зонтик, который содержит ярко-жёлтые колокольчатые цветки с приятным ароматом. Почти нитевидные цветоножки в три раза длиннее цветков. Цветки тройчатые. Желтые перистые лепеточки тупые, удлиненные, длиной 4–5 миллиметров, более или менее блестящие. Тычинки всегда в два раза длиннее лепестков околоцветника. Они сросшиеся у основания и с околоцветником. Стиль удлиненный. 
Плоды — трёхгранная коробочка с темя отсеками, в каждой капсуле которой содержится по два яйцевидных трехгранных семени.
Число хромосом 2n = 16, реже 32.
Цветет с июня по июль. 

## Применение и выращиание
Выращивается как декоративное садовое растение. Имеет редкую для луков жёлтую окраску, как и лук моли (Allium moly). Может использоваться для оформления альпийских горок, бордюов, гравийных садов. Может использоваться для срезки и как сухоцвет.   
Цветки привлекают пчёл, бабочек, мотыльков и других опылителей. 
Вид устойчив в зонах морозостойкости USDA с 4 по 8 (зимой до −34,4 °C).  
Легко выращивается на среднесухих и средневлажных, хорошо дренированных почвах , на солнечных местах. В глинистую почву следует добавить песок или другой разрыхлитель. Размножение семенами или луковицами.   
В Великобритании Allium flavum получил награду Королевского садоводческого общества «За выдающиеся садовые качества» . 

## Разновидности и подвиды

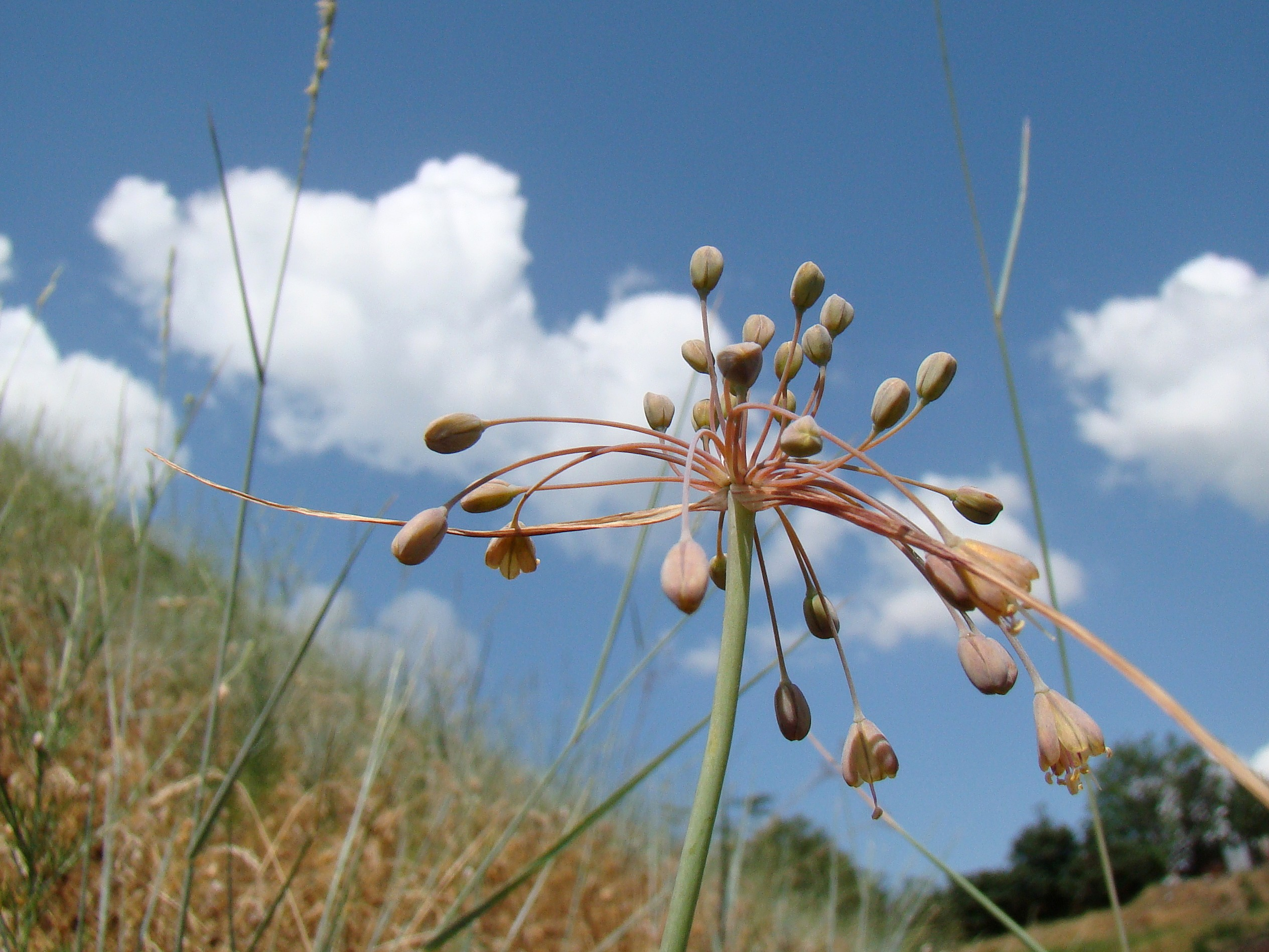

Было предложено множество названий, но во Всемирный контрольный список приняты только следующие:
- Allium flavum subsp. flavum — Турция, центральная и южная Европа
- Allium flavum subsp. ionochlorum Maire, 1916— Алжир, Марокко
- Allium flavum var. minus Boiss., 1882 — Лук жёлтый малый[17] — Турция
- Allium flavum var. pilosum Kollmann & Koyuncu, 1983 — провинция Адана в Турции
- Allium flavum subsp. tauricum (Besser ex Rchb.) K.Richt, 1890 — Ближний Восток, Греция, Румыния, Украина, Европейская часть России, Кавказ, Казахстан
  - [syn.  Allium sphaeropodum Klokov, 1950 — Лук круглоногий][18]
  - [syn.  Allium pseudopulchellum Omelczuk, 1962 — Лук ложно-хорошенький][19]
  - [syn.  Allium paczoskianum Tuzson, 1913 — Лук Пачоского][20]